# Paul Workman
Paul Workman, né le 30 mars 1952, est un scientifique britannique connu pour son travail sur la découverte et le développement de nouveaux médicaments contre le cancer.
Depuis 2016, Workman est professeur de pharmacologie et de thérapeutique et chef exécutif de l'Institut de Recherche sur le Cancer. Il a été précédemment à la tête du département de cancérologie du Cancer Research UK de 1997 à janvier 2016,.

## Premières années
Workman est né le 30 mars 1952 à Workington, en Angleterre. Il a fait ses études à Workington County Grammar School, et a complété son Baccalauréat ès Sciences en Biochimie à l'Université de Leicester , et son doctorat en pharmacologie du cancer à l'Université de Leeds. Plus tard, il a été nommé docteur ès science à titre honorifique de l'Université de Leicester, en 2009.

## Carrière
La première partie de sa carrière (1976-90) a été consacrée à établir et diriger le laboratoire de Pharmacologie et de Développement des Nouveaux Médicaments au Conseil de la Recherche Médicale de Clinique de l'Unité d'Oncologie à l'Université de Cambridge, où il a développé de nouveaux traitements pour exploiter des cellules hypoxiques dans les tumeurs solides et découvert les enzymes impliquées dans l'activation de médicaments ciblés par les cellules hypoxiques.